# Кляйн, Норберт Ян Непомук
Норберт Ян Непомук Кляйн (1866—1933) — епископ Брно с 1916 до 1926 и 59-й Гроссмейстер Тевтонского ордена с 1923 до 1933 г.
Кляйн начал изучать теологию в 1885 г. в Оломоуце. Через два года, в 1887 г. стал послушником Тевтонского ордена. 27 июля 1890 рукоположен в сан священника, и в 1892 г. стал официальным членом ордена.
В 1903 г. назначен приором Троппау. 7 декабря 1916 г. назначен епископом Брно. В 1923 г. великий магистр Тевтонского ордена эрцгерцог Евгений Австрийский ушел в отставку, чтобы сохранить владения ордена в Австрии и Чехословакии, которым угрожала конфискация со стороны правительств этих стран. 30 апреля 1923 г. Кляйн стал первым клерикальным гроссмейстером Тевтонского ордена, 4 января 1926 г. ушел в отставку с должности епископа Брно и стал Титулярным епископом Syene.
Кляйн умер в 1933 г. и похоронен в Брунтале.
Его племянником был Роберт Шельцки, 61-й Гроссмейстер Тевтонского ордена (1936-1948).